# Provincia Van
Provincia Van este o provincie a Turciei cu o suprafață de  km², localizată în